# Rila–Rodopei-masszívum
A Rila–Rodopei-masszívum (bolgárul Рило-Родопски масив [Rilo–Rodopszki masziv]) a Balkán-félszigeten, Bulgária és Görögország területén található masszívum, melynek tagjai röghegységek: a Rila, a Rodope, a Pirin, az Oszogovo–Belaszica-hegység, valamint a Sztruma és a Meszta folyók völgyei.